# Амалия Сольмс-Браунфельсская
Амалия Сольмс-Браунфельсская (31 августа 1602, Браунфельс — 8 сентября 1675, Гаага) — принцесса Оранская (1625—1647) как супруга Фредерика Генриха Оранского. Она была политическим советником мужа во время его правления, и фактически была его заместителем и регентом во время немощи в 1640—1647 годах. Она также была председателем совета регентов с 1650 по 1672 год на период малолетства своего внука Вильгельма III, принца Оранского.

## Биография

### Ранняя жизнь
Амалия Сольмс-Браунфельсская родилась в семье Иоганна Альбрехта I Сольмс-Браунфельсского и Агнессы Сайн-Витгенштейнской. Она провела детство в родительском замке в Браунфельсе.
Позже она вращалась при дворе Елизаветы Стюарт, жены Фридриха V, курфюрста Пфальца, «Зимнего Короля» Чехии. После того, как в 1620 году имперские силы разбили Фридриха V, она с беременной королевой бежала из Праги на запад. В пути им было отказано в убежище из-за того, что Фридрих был объявлен вне закона. Елизавета родила во время бегства, и Амалия помогла ей добраться принцем Морицем в замок Кюстрин.
В 1621 году Мориц Оранский предоставил им убежище в Гааге. Они часто появлялись при его дворе, где младший единокровный брат Мориса Фредерик Генрих увлёкся Амалией в 1622 году. Она отказалась стать его любовницей и настаивала на браке.
Когда Мориц Оранский умирал, он добился от Фредерика Генриха обещания жениться. Фредерик женился на Амалии 4 апреля 1625 года.

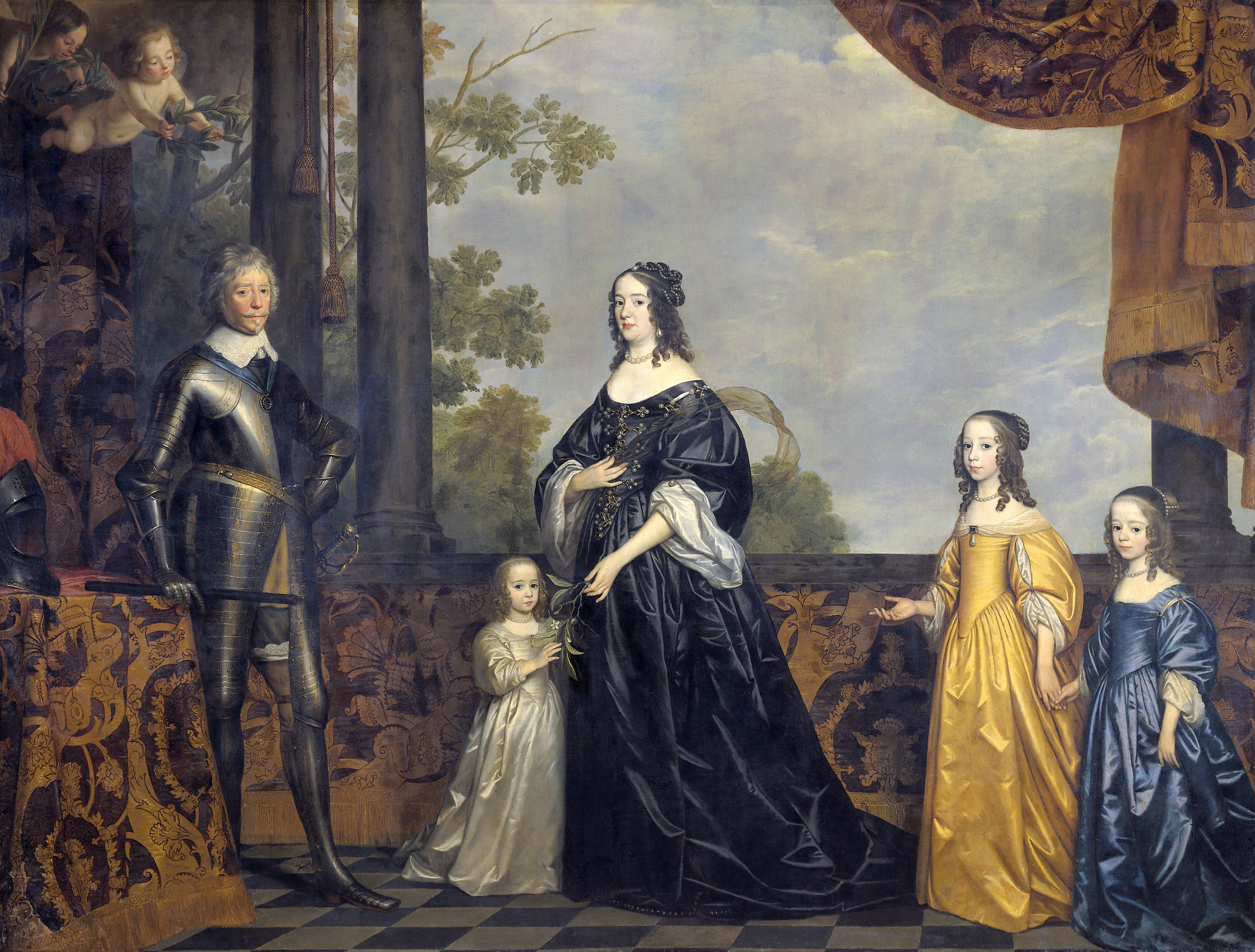
Семейный портрет кисти Геррита ван Хонтхорста, 1647 год.

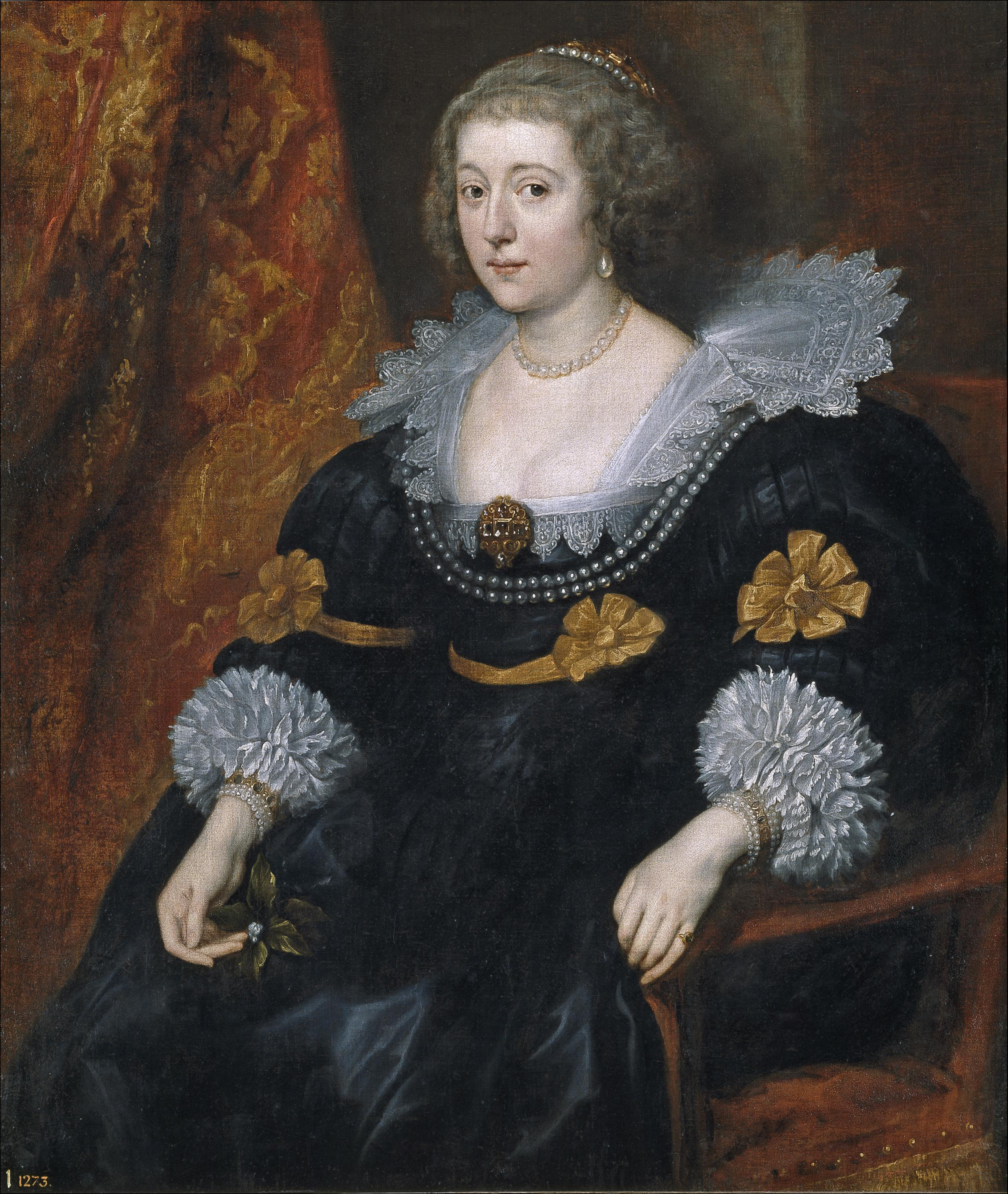
Портрет кисти Антониса Ван Дейка, 1631—1632 годы.

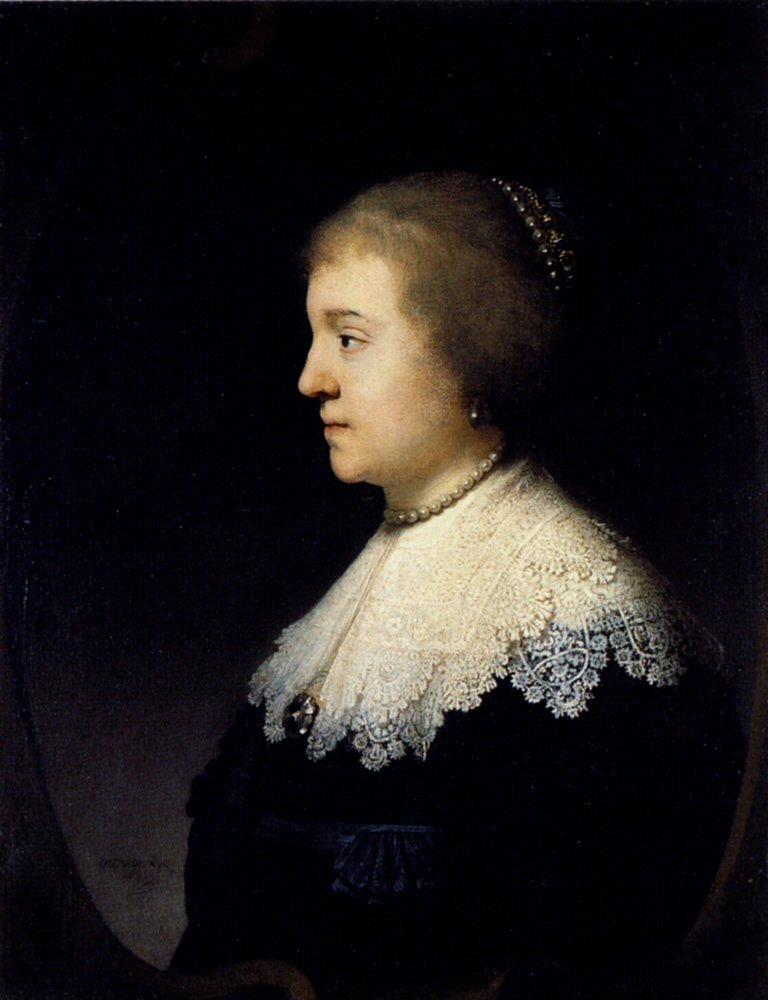
Портрет кисти Рембрандта, 1632 год.

### Жена штатгальтера
Когда после смерти принца Морица Фредерик Генрих стал штатгальтером, его влияние значительно возросло, равно как и влияние Амалии. Совместными усилиями Фредерику Генриху и Амалии удалось расширить свой двор в Гааге. Для них было построено несколько дворцов, в том числе и Хёйс-тен-Бос. Амалия была известным коллекционером искусства и собрала много драгоценных камней, которые были унаследовали её четыре выжившие дочери. Она описывалась как умная, высокомерная и амбициозная женщина, не красивая, но со свежей и привлекательной внешностью.
Амалия устроила несколько королевских браков, в том числе брак сына Вильгельма II с Марией, королевской принцессы Англии и Шотландии (дочери короля Англии Карла I), а также дочерей с немецкими принцами.
Она оказала большое влияние на политику; она была политическим советником Фридриха, и после того, как он заболел в 1640 году, она открыто участвовала в политике и принимала иностранных дипломатов. Считается, что её влияние способствовало заключению Вестфальского мира в 1648 году. В качестве признания, испанский король Филипп IV предоставил ей территории вокруг Тюрнхаута в 1649 году.

### Регентство
После смерти её сына Вильгельма II в 1650 году она стала главным опекуном своего внука Вильгельма III (принца Вильгельма III Оранский, а затем и короля Англии Вильгельма III). Она сохраняла эту должность до 1672 года.

## Дети
У Амалии Сольмс-Браунфельсской было девять детей:
- Вильгельм II (1626—1650) — штатгальтер Республики Соединённых провинций;
- Луиза Генриетта (1627—1667) — курфюрстина Брандербурга, жена курфюрста Бранденбурга Фридриха Вильгельма (1620—1688);
- Генриетта Амалия (1628—1628);
- Елизавета (1630) — умерла при рождении;
- Изабелла Шарлотта (1632—1642);
- Альбертина Агнесса (1634—1696) — жена графа Вильгельма Фредерика ван Нассау-Диц, штатгальтера Фрисландии, Гронингена, Дренте;
- Генриетта Катарина (1637—1708) — княгиня Ангальт-Дессауская, замужем за князем Ангальт-Дессау Иоганном Георгом II;
- Хенрик Людвиг (1639—1639);
- Мария (1642—1688) — графиня, жена пфальцграфа Зиммернского Людвига Генриха (1640—1674)[4].